# Réserve naturelle régionale de la grotte de la Baume noire
La réserve naturelle régionale de la grotte de la Baume noire (RNR296) est une réserve naturelle régionale (RNR) située en Bourgogne-Franche-Comté. Initialement classée en 1988 en tant que réserve naturelle volontaire (RNV), elle est intégrée depuis 2015 au réseau de réserves naturelles régionales « cavités à chiroptères », qui vise la protection des chauves-souris et de leur habitat. 

## Localisation

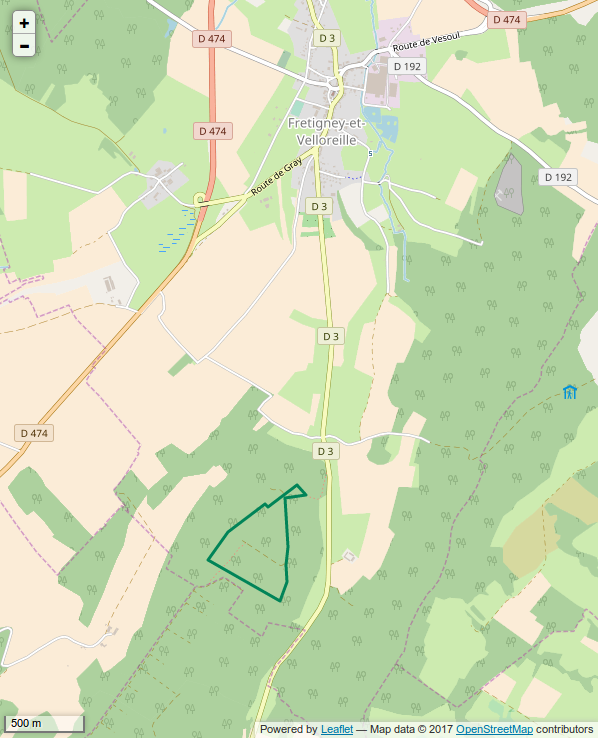
Périmètre de la réserve naturelle.

Le territoire de la réserve naturelle est situé dans le département de la Haute-Saône, sur la commune de Fretigney-et-Velloreille. Située au sud du village, autour d’une colline dans le bois de Montbourmot, la réserve est constituée par des chênaies-charmaies collinéennes et des hêtraies à Aspérule odorante. Cette réserve naturelle a été créée principalement pour la préservation de la cavité naturelle s’ouvrant dans ce bois, expliquant sa surface réduite.

## Histoire du site et de la réserve
La grotte a été classée réserve naturelle volontaire en 1988, puis cet agrément est devenu caduque en 2006, sous l'effet de la loi « démocratie de proximité » de 2002 qui a supprimé le statut de RNV. Trois sites d’importance pour les chauves-souris, en Franche-Comté dont la grotte de la Baume Noire, ont ainsi perdu leur statut de protection. Un arrêté de protection de biotope a pris le relais, pour assurer la continuité de la protection des grottes de la Baume (à Échenoz-la-Méline) et de la Baume noire.
Aussi, en étroite collaboration avec l'ex-région Franche-Comté, la CPEPESC Franche-Comté a étudié la faisabilité de création d’un réseau de réserves naturelles régionales pour la protection des chiroptères et de leurs habitats, qui a abouti au classement de 7 réserves en 2015 et 2017.

## Écologie (biodiversité, intérêt écopaysager…)
L’entonnoir de la grotte de la Baume Noire s’ouvre dans les calcaires jurassiques du Bathonien. Un grand cône d’éboulis descend sous un porche majestueux dans une longue et vaste caverne. Elle développe un réseau d'une centaine de mètres de galeries naturelles.
La réserve naturelle s’inscrit dans un ensemble cohérent de milieux souterrains protégés pour les chauves-souris. La grotte fait notamment partie du réseau des cavités utilisées par le Minioptère de Schreibers, tout au long de son cycle biologique annuel (hibernation, transit, mise-bas).
De plus, le boisement autour de la cavité fait partie d'un ensemble beaucoup plus vaste, qui s'étend sur l'ensemble des monts de Gy. Du fait de la taille de ce massif forestier, une faune intéressante a pu s'y maintenir.
Treize espèces, ou groupes d’espèces, de chauves-souris fréquentent actuellement la cavité. L’intérêt principal réside dans la présence de la plus grosse colonie d’hibernation connue en Franche-Comté, pour le Minioptère de Schreibers (Miniopterus schreibersii), avec près de 10 000 individus. De plus, cette cavité constitue, en lien avec une autre grotte proche, un complexe majeur pour l’hibernation du Grand Rhinolophe (Rhinolophus ferrumequinum) avec des effectifs moyens de 300 individus. Elle fait également partie des sites favorables à la Barbastelle d’Europe (Barbastella barbastellus) et aux autres espèces fissuricoles, en raison des conditions climatiques froides du porche d’entrée.

## Intérêt touristique et pédagogique
Le milieu souterrain est fragile et toute modification même minime du biotope est à éviter. La fréquentation humaine dans les sites d’hibernation ou d’estivage des chauves-souris est responsable de la mortalité d’individus, ou de leur report vers d’autres sites moins favorables.
En conséquence, l’accès à la grotte est interdit au public toute l’année.

## Administration, plan de gestion, règlement
La CPEPESC Franche-Comté a été désignée gestionnaire de ce réseau par arrêtés du 12 octobre 2015 et 22 décembre 2017.

### Outils et statut juridique
Ce site bénéficie de plusieurs outils au service de la conservation du patrimoine naturel :
- ZNIEFF de type I GROTTE DE LA BAUME NOIRE (depuis 2014).

- ZNIEFF de type II LES MONTS DE GY (depuis 2009).

- ZSC Natura 2000 Réseau de cavités à Minioptère de Schreibers (depuis 2015).

- APPB Grotte de la Baume Noire (par arrêté n°88 du 21 décembre 2007).

- RNR de la grotte de la Baume Noire (par délibération du conseil régional n°15CP-346 du 24 septembre 2015).

### Plan de gestion
La législation prévoit qu’une fois que le gestionnaire d’une réserve naturelle est désigné, il élabore un plan de gestion. Ce document  comprend un état des lieux du patrimoine naturel, historique et culturel du site, ainsi que les objectifs que le gestionnaire s’assigne en vue de la protection des espaces naturels de la réserve. Une fois rédigé, le projet de plan de gestion est présenté devant le Comité consultatif de gestion et le Conseil scientifique régional du patrimoine naturel (CSRPN) pour avis.
Après une phase de concertation préalable, le gestionnaire a présenté un plan de gestion unique pour l'ensemble des réserves du réseau « cavités à chiroptères ». Approuvé à l’unanimité par la commission permanente du Conseil régional de Bourgogne-Franche-Comté le 27 septembre 2019, ce réseau est maintenant doté d’un premier document cadre pour les cinq ans à venir.
L’enjeu principal concerne la préservation de la fonctionnalité de ce réseau de gîtes pour 6 espèces prioritaires : Le Minioptère de Schreibers, le Petit murin, le Rhinolophe euryale, le Grand rhinolophe, le Petit rhinolophe et le Murin à oreille échancrées. Au total, ce sont près de 70 actions qui ont été planifiées pour conserver cet enjeu prioritaire. A travers ces actions, la préservation des habitats forestiers remarquables sera également prise en compte.
Une version simplifiée du plan de gestion a été rédigée pour en faciliter la lecture.

### Cadre réglementaire
De par ses classements en APPB et RNR, ce site est soumis à une réglementation stricte, détaillée dans les arrêté et délibération de classement.